# Исаково (городской округ Химки)
Исаково — деревня  в Московской области России. Входит в городской округ Химки. 
Население — 137 чел. (2010).

## География
Расположена в 30 км от Москвы, 15 км от МКАД по Ленинградскому направлению, недалеко от аэропорта «Шереметьево», к северу от Шереметьевского шоссе.
На шоссе, вблизи деревни автобусная остановка «ГОСНИИГА» автобусов маршрутов № 817 от станции метро «Планерная» и № 851 от станции метро «Речной вокзал».
Рядом с деревней протекает река Клязьма и впадающая в неё Мещериха.

## Население
| 1852 | 1859 | 1890 | 1899 | 1926 | 1932 | 1966 |
| ---- | ---- | ---- | ---- | ---- | ---- | ---- |
| 157  | ↘149 | ↗170 | ↘124 | ↗190 | ↗205 | ↘180 |
| 1998 | 2002 | 2010 |      |      |      |      |
| ↘71  | ↘70  | ↗137 |      |      |      |      |

## История
В 2005—2019 годах деревня входила в Лунёвское сельское поселение Солнечногорского муниципального района, в 2019—2022 годах  — в состав городского округа Солнечногорск, с 1 января 2023 года включена в состав городского округа Химки.

## Сельское хозяйство
В XX веке жители деревни занимались сельским хозяйством, имелись все необходимые для этого условия.
Протекающая поблизости река Клязьма обеспечивала водой, а окрестные поля и леса пригодны для посева.
В 2010 году появляется информация[где?] о сносе деревни, а также близлежащих деревень вследствие строительства третьей взлётно-посадочной полосы аэропорта «Шереметьево». 12 декабря 2011 года появилась информация[где?] о сносе деревни Исаково, планируемом на 2015 год.